# Collines d'Oka
Les collines d'Oka sont un ensemble d'une dizaine de sommets peu élevés de la plaine des Basses-Laurentides. Elles sont situées dans les municipalités d'Oka, de Saint-Joseph-du-Lac et dans l'établissement de Kanesatake, au Québec (Canada). Le point culminant des collines est le mont Bleu, avec 241 mètres, situé à Kanesatake.

## Géographie

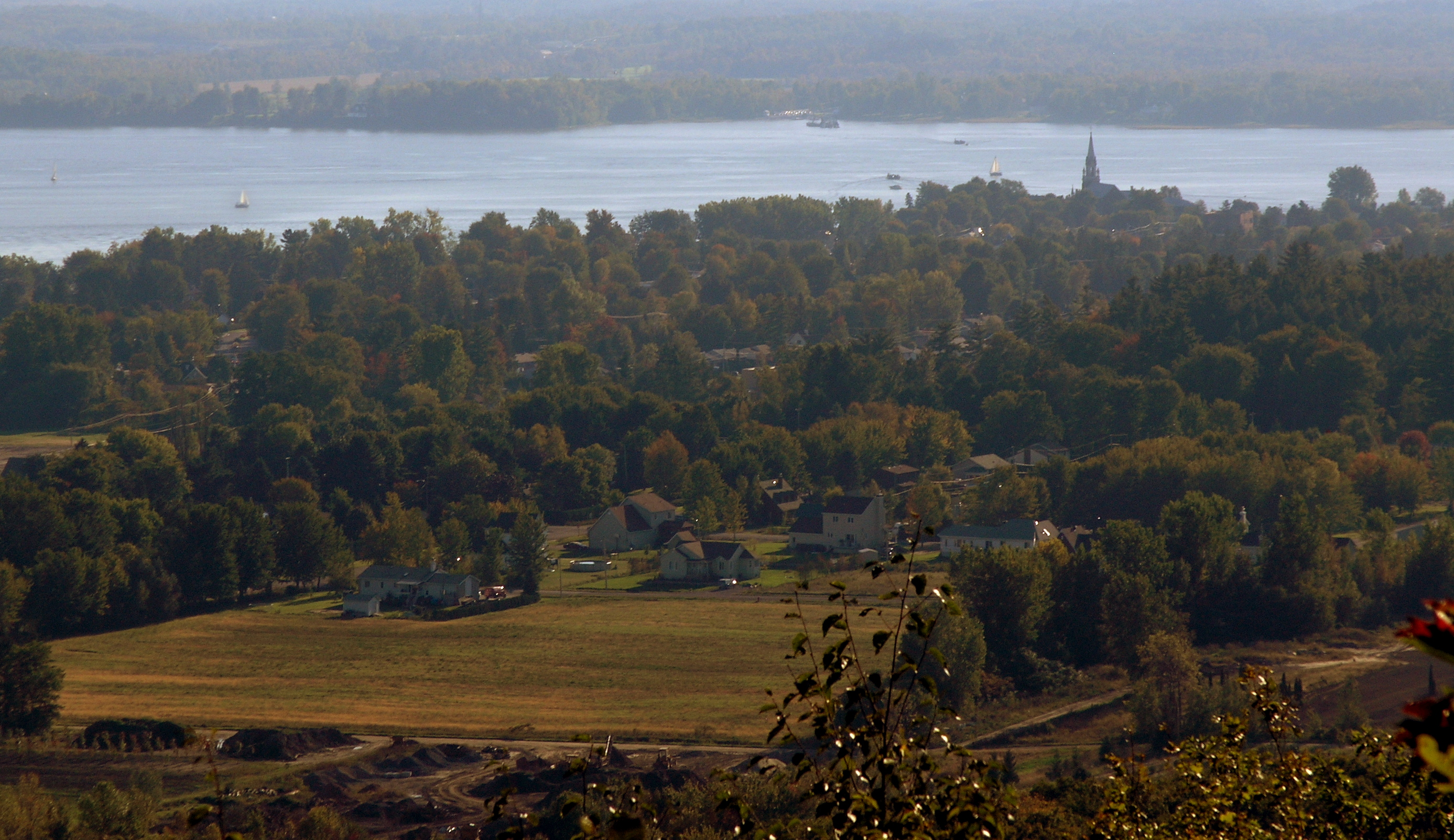
Vue depuis les collines d'Oka.

Les collines d'Oka ont une altitude variant entre 65 et 250 mètres. L'ensemble a une superficie d'une quarantaine de kilomètres carrés. Elles sont composées de gneiss de l'âge précambrien. Cette roche contient entre autres du quartz, du feldspath et du hornblende. Le complexe présente un potentiel minier de niobium. Un débat subsiste à savoir si les collines d'Oka font entièrement parties des Laurentides ou bien si elles ne constitueraient pas plutôt l'extrémité occidentale des Montérégiennes voisines. Elles seraient plutôt une partie des Laurentides, un bloc s'étant effondré en graben entre les deux et créant ainsi un isolement.

### Liste des sommets
- Mont Bleu (45° 30′ 57″ N, 74° 07′ 06″ O)[réf. nécessaire], 241 mètres
- Montagne Jumelle (45° 30′ 49″ N, 74° 00′ 50″ O), 227 mètres
- Montagne du Radar / Mont Oka (45° 29′ 43″ N, 74° 03′ 40″ O), 190 mètres
- Colline du Calvaire (45° 28′ 56″ N, 74° 04′ 03″ O), 150 mètres
- Colline Saint-Sulpice / Butte du Sacré-Coeur (45° 29′ 28″ N, 74° 01′ 57″ O), 122 mètres
- Colline Masson  (45° 28′ 58″ N, 74° 02′ 30″ O), 80 mètres
- Colline de la Grande Baie (45° 29′ 25″ N, 74° 00′ 22″ O), 80 mètres
- Colline de l'Est (45° 29′ 08″ N, 74° 01′ 02″ O), 60 mètres

## Géologie

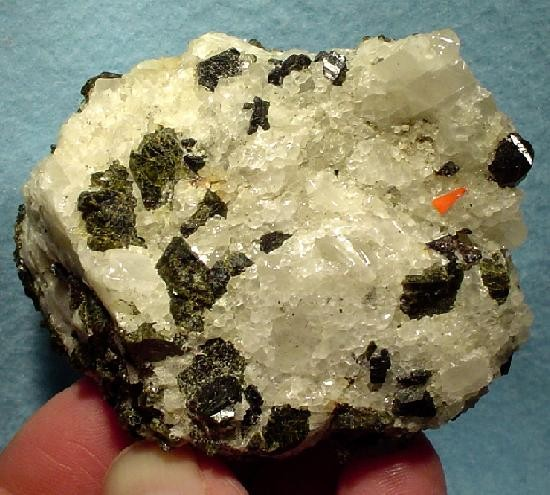
Minéraux provenant du complexe carbonatite d'Oka.

Les roches sédimentaires des basses-terres du Saint-Laurent reposent sur la bordure orientale de la province géologique de Grenville, Ce socle précambrien affleure à Oka, formant de basses collines de gneiss et d’anorthosite, et il émerge de la plaine du Saint-Laurent au nord-ouest de la région, notamment près du village de Grenville, formant les Laurentides. Au Crétacé, une intrusion de carbonatite, contenant des gisements de niobium, a pénétré les collines. Cette intrusion appartient à la province géologique montérégienne. Elle occupe aujourd’hui une dépression dans les collines d’Oka, contrairement à d’autres intrusions de cette province exhumées par l’érosion et formant aujourd’hui des collines comme le mont Royal, l’intrusion éponyme de la province,.

## Histoire
Dès le début du XVIIe siècle, les collines d'Oka sont remarquées par les explorateurs français qui naviguent sur le lac des Deux Montagnes. Le nom attribué du lac révèle d'ailleurs l'importance de ces collines, pourtant peu élevées, comme point de repère dans cette zone très plate de l'archipel d'Hochelaga. Vues du lac, les collines prennent visiblement la forme de « deux montagnes ». Les pères Sulpiciens choisiront d'implanter leur « Mission de la Montagne » au cœur de ces collines dans l'objectif d'évangéliser les Amérindiens avec la création d'un chemin de croix créé à même la colline du Calvaire d'Oka en 1740.

## Activités
De nos jours, les différents sommets demeurent majoritairement boisés, ce qui permet de les distinguer à travers les champs et vergers de la région. On y pratique la randonnée pédestre et le vélo de montagne. Les collines constituent l'un des corridors forestiers du Grand Montréal.